# Didymoplexis
Didymoplexis is een geslacht van een dertigtal soorten tropische orchideeën uit de onderfamilie Epidendroideae.
Het zijn kleine bladgroenloze, epiparasitische orchideeën, afkomstig uit Zuidoost-Azië.

## Naamgeving enetymologie
- Synoniemen: Apetalon Wight, Leucolaena Ridl. (1891), Leucorchis Blume

De botanische naam Didymoplexis is een samenstelling van Oudgrieks δίδυμος, didumos (paar) en πλέξις, plexis (plooi, vouw), en slaat ofwel op het aan beide zijden gevleugelde gynostemium, ofwel op de samengegroeide kelk- en kroonbladeren.

## Kenmerken
De plant bezit ondergrondse rizomen met luchtwortels. De bladeren zijn gedegenereerd tot kleine schubben langs de bloemstengel. De bloeiwijze is een eindstandige tros met één tot enkele kleine, onopvallende witte, gele of roze bloemen. Het bovenste kelkblad is samengegroeid met de laterale kroonbladeren en vormt een helmpje. Het gynostemium is gevleugeld.

## Habitaten verspreiding
Didymoplexis-soorten groeien tussen het bladafval op de bodem van schaduwrijke loofbossen in tropische gebieden van Afghanistan, India, Zuidoost-Azië en Australië.

## Taxonomie
Het geslacht omvat ongeveer dertig soorten. De typesoort is Didymoplexis pallens Griff. (1844).
- Didymoplexis africana Summerh. (1952)
- Didymoplexis brevipes Ohwi (1937)
- Didymoplexis cornuta J.J.Sm. (1925)
- Didymoplexis fimbriata Schltr. (1921)
- Didymoplexis flexipes J.J.Sm. (1921)
- Didymoplexis forcipata J.J.Sm. (1927)
- Didymoplexis himalaica Schltr. (1906)
- Didymoplexis kinabaluensis Carr. (1935)
- Didymoplexis latilabris Schltr. (1906)
- Didymoplexis madagascariensis (H. Perrier) Summerh. (1953)
- Didymoplexis micradenia (Rchb.f.) Hemsl. (1883)
- Didymoplexis minor J.J.Sm. (1925)
- Didymoplexis neocaledonica Schltr. (1906)
- Didymoplexis nipponica Honda (1932)
- Didymoplexis obreniformis J.J.Sm. (1914)
- Didymoplexis pachystomoides (F.Muell.) Garay & W.Kittr. (1986)
- Didymoplexis pallens Griff. (1844)
- Didymoplexis papuana Schltr. (1911)
- Didymoplexis philippinensis Ames (1915)
- Didymoplexis samoensis Schltr. (1910)
- Didymoplexis striata J.J.Sm. (1906)
- Didymoplexis subcampanulata Hayata (1912)
- Didymoplexis sylvatica (Blume) Garay (1995)
- Didymoplexis torricellensis Schltr. (1914)
- Didymoplexis trichechus J.J.Sm. (1920)
- Didymoplexis trukensis Tuyama (1941)
- Didymoplexis verrucosa J.L.Stewart & Hennessy (1980)
- Didymoplexis vietnamica Ormd. (2000)